# 현정화
현정화(玄靜和, 1969년 10월 6일~)는 대한민국의 전 탁구 선수이자 현 지도자로 현재 한국마사회 탁구단 감독으로 재직 중이며 1988년 하계 올림픽 복식 금메달리스트이다. 부산광역시 출신으로 경성대학교 유아교육학과, 고려대학교 체육교육대학원을 졸업하였다.

## 선수 시절
부산 대신초등학교 3학년 때 교사의 권유로 탁구를 시작한 현정화 감독은 초등학교 때부터 국가대표 선수가 꿈이었다고 하며 계성여자고등학교(당시 계성여상) 1학년 때인 1985년 국가대표로 발탁되어 그 꿈을 이루게 된다. 
이후 양영자와 짝을 이뤄 1987년 뉴델리 세계선수권대회에서 복식 부문 우승을 차지한 뒤 자국에서 열린 1988년 하계 올림픽 여자 탁구 복식에서 금메달을 목에 걸었으며 이후 1989년 독일 도르트문트 세계 선수권 대회 혼합 복식 우승, 1991년 지바 세계선수권대회 단체전 우승, 1992년 하계 올림픽 단식, 복식 동메달, 1993년 예테보리 세계선수권대회 단식 우승 등 화려한 전적을 남겼다. 
그 중 지바 대회에서는 북한과 함께 한반도기를 달고 남북 단일팀으로 참가하여 세계 최강 중국을 꺾고 우승했으며 이후 리분희와 함께한 이 대회를 배경으로 2012년 영화 《코리아》가 제작되었다.
기량이 쇠퇴하지 않았음에도 이른 나이인 25세에 1993년 세계선수권을 마지막으로 현역에서 은퇴했고 1999년부터 한국마사회 소속 플레잉코치가 되어 후진 양성에 힘을 쏟았다.

## 은퇴 이후
2009년 1월 29일 대한민국 탁구 국가대표팀 감독에 선정되어 2010년 아시안 게임 때까지 대표팀 감독을 맡았다.
현역 시절 날카로운 눈매에 굳게 다문 입술, 앙칼진 '파이팅' 구호가 트레이드 마크였으며 언론에는 피노키오라는 별명으로 자주 불렸다.

## 학력
- 수정초등학교(전학)
- 대신초등학교(졸업)
- 계성여자중학교(졸업)
- 계성여자고등학교(졸업)
- 경성대학교 유아교육학(졸업)
- 고려대학교 교육대학원 체육교육학과(졸업)

## 상훈
- 1986년 대한민국 체육훈장 백마장
- 1987년 대한민국 체육훈장 기린장
- 1988년 대한민국 체육훈장 청룡장

### CF
- 1993년 한국화장품 템테이션
- 2001년 존슨앤드존슨 아큐브
- 2010년 Wii Sports Resort - 한국닌텐도

### 대회 기록
- 1986 서울 아시아경기대회 단체전 금메달
- 1987 뉴델리 세계선수권대회 복식 금메달, 단체전 은메달
- 1988 서울올림픽 복식 금메달
- 1989 도르트문트 세계선수권대회 혼합복식 금메달, 단체전 은메달
- 1990 베이징 아시아경기대회 복식 금메달, 혼합복식 은메달, 단체전 은메달
- 1991 지바 세계선수권대회 단체전 금메달
- 1992 바르셀로나올림픽 단식 동메달, 복식 동메달
- 1993 예테보리 세계선수권대회 단식 금메달, 혼합복식 은메달, 단체전 동메달

### 방송출연
- 1996년 7월 24일 KBS2 《가족오락관》 - 613회
- 1999년 1월 27일 KBS2 《가족오락관》 - 739회
- 2013년 8월 3일 KBS2 《세대공감 토요일》 - 184회 (성대모사의 달인 개그맨 정성호씨와 함께 출연)
- 2016년 8월 7일 채널A 《이제 만나러 갑니다》
- 2020년 4월 19일 MBC 《미스터리 음악쇼 복면가왕》
- 2020년 11월 11일 KBS2 《TV는 사랑을 싣고》- 89회
- 2021년 1월 17일 TV조선 《인생다큐 마이웨이》- 232회

## 논란
2014년 10월 1일 0시 40분 즈음 현정화 감독이 운전면허 취소 처분 기준의 2배가 넘는 수치인 혈중알코올농도 0.201%의 만취상태로 차량을 몰다가 경기도 성남시 분당구 구미동 오리역 부근 사거리에서 택시와 충돌하였다. 이 사고로 탑승자 1명이 병원 치료를 받았으며, 자필 사과문을 발표했다.

## 가족 관계
- 할아버지: 현종학
- 할머니: 김봉선
  - 큰아버지: 현진택
  - 큰어머니: 조귀증[4]
    - 사촌언니: 현경자
    - 사촌형부: 박철언

  - 아버지: 현진호
  - 어머니: 김말순[5]
    - 본인: 현정화
    - 배우자: 김석만
      - 딸: 김서연

## 현정화가 등장한 작품

### 영화
- 2012년 영화 《코리아》 - 하지원